# Ernesto Crespi
Ernesto Crespi (Milano, 22 novembre 1891 – ...) è stato un calciatore italiano, di ruolo centrocampista.

## Carriera
Fece il suo esordio con l'Inter il 3 aprile 1910 contro il Genoa in una sconfitta per 4-0, mentre la sua ultima partita con i nerazzurri fu contro la Juventus l'11 febbraio 1912 in una vittoria per 4-0.  In tre stagioni collezionò sei presenze senza segnare però nessuna rete.

## Statistiche

### Presenze e reti nei club
| Stagione        | Club            | Campionato      | Campionato | Campionato |
| Stagione        | Club            | Comp            | Pres       | Reti       |
| --------------- | --------------- | --------------- | ---------- | ---------- |
| 1909-1910       | Inter           | Prima Categoria | 1          | 0          |
| 1910-1911       | Inter           | Prima Categoria | 2          | 0          |
| 1911-1912       | Inter           | Prima Categoria | 3          | 0          |
| Totale Inter    | Totale Inter    |                 | 6          | 0          |
| Totale carriera | Totale carriera |                 | 6          | 0          |

## Palmarès

### Club
Campionato italiano: 1 
Inter:1909-1910